# Eli Franklin Burton
Eli Franklin Burton (* 14. Februar 1879 in Pickering, Ontario; † 6. Juli 1948 in Toronto) war ein kanadischer Physiker. Unter seiner Leitung wurde an der University of Toronto das erste Elektronenmikroskop in Nordamerika gebaut.

## Leben
Burton wurde im Ortsteil Green River der Stadt Pickering geboren. Er studierte an der Universität Toronto Mathematik und Physik. 1901 schloss er das Studium mit einer Arbeit bei John Cunningham McLennan ab und wechselte 1904 an die University of Cambridge zu Joseph John Thomson, wo er über Kolloide forschte. Nach seiner Rückkehr nach Kanada unterstützte er McLennan beim Aufbau eines neuen Laboratoriums. 1910 wurde er promoviert. 1911 wurde er Associate und 1924 Full Professor. Während des Ersten Weltkriegs war er in einer Forschungsgruppe tätig, die sich mit der Gewinnung von Helium beschäftigte. Nach Kriegsende setzte er seine Arbeiten zu den physikalischen Eigenschaften kolloidaler Lösungen fort. Er betrachtete das Elektronenmikroskop als ideales Instrument für seine Forschungsarbeiten an Kolloiden und besuchte 1935 Ernst Ruska in Berlin, um sich mit dessen Elektronenmikroskop vertraut zu machen. Nach seiner Rückkehr nach Toronto initiierte er ein Programm für die Konstruktion, den Bau und die Anwendung eines Elektronenmikroskops. Unter seiner Leitung nahmen James Hillier und Albert Prebus 1938 ein leistungsfähiges Elektronenmikroskop in Betrieb, dessen Auflösungsvermögen viel größer war als das eines Lichtmikroskops. Burton hatte zahlreiche Mitarbeiter und gilt als Gründer einer wissenschaftlichen Schule der Elektronenmikroskopie in Nordamerika. Neben seinen Arbeiten zu Kolloiden, zur Röntgenstrukturanalyse und Elektronenmikroskopie veröffentlichte er auch Aufsätze über Supraleitung sowie Suprafluidität.
Während des Zweiten Weltkriegs war er unter anderem an der Entwicklung und dem Bau von Radargeräten für die Royal Canadian Air Force und die Royal Canadian Navy beteiligt. Für diese Verdienste erhielt er 1943 das Offizierskreuz des Order of the British Empire.
1913 wurde er zum Fellow der Royal Society of Canada gewählt. 1947 erhielt er die Henry Marshall Tory Medal.

## Schriften (Auswahl)
- E. F. Burton: XXXVIII. On the properties of electrically prepared colloidal solutions. In: The London, Edinburgh, and Dublin Philosophical Magazine and Journal of Science. Series 6. Band 11, Nr. 64, 1906, S. 425–447, doi:10.1080/14786440609463462.
- E. F. Burton, E. Bishop: The law of distribution of particles in colloidal solution. In: Proceedings of the Royal Society A. Band 100, Nr. 705, 1922, S. 414–419, doi:10.1098/rspa.1922.0005.
- E. F. Burton, W. F. Oliver: X-ray diffraction patterns of ice. In: Nature. Band 135, 1935, S. 505–506, doi:10.1038/135505b0.
- E. F. Burton, J. Hillier, A. Prebus: A Report on the Development of the Electron Supermicroscope at Toronto. In: Physical Review. Band 56, Nr. 11, 1939, S. 1171–1172, doi:10.1103/PhysRev.56.1171.2.
- E. F. Burton, J. Hillier, A. Prebus: The contribution of the electron microscope to medicine. I. The electron microscope described. In: The Canadian Medical Association Journal. Band 42, Nr. 2, 1940, S. 116–119, PMID 20321604.
- E. F. Burton, R. S. Sennett, S. G. Ellis: Specimen changes due to electron bombardment in the electron microscope. In: Nature. Band 160, 1947, S. 565–567, doi:10.1038/160565b0.